# Kirtonella
Kirtonella is een geslacht van uitgestorven kreeftachtigen uit de klasse van de Ostracoda (mosselkreeftjes).

## Soorten
- Kirtonella plicata Bate, 1963 †
- Kirtonella reticulata Bate, 1964 †
- Kirtonella sulcata Malz, 1985 †